# Галерея Пранаса Домшайтиса
Галере́я Пра́наса Домша́йтиса (лит. Prano Domšaičio galerija) — картинная галерея в Клайпеде, подразделение Литовского художественного музея; основана в 1970 году и до 2004 года называлась Клайпедской картинной галереей. Расположена в трёх зданиях постройки конца XIX века — начала XX века по адресу улица Лепу 33 (Liepų g. 33).
Открыта со вторника до субботы с 11:00 до 18:00. По воскресеньям с 12:00 до 17:00. В дни перед государственными праздниками работает до 17 часов. Не работает по понедельникам и в дни государственных праздников.
Цена билета 2 евро; для школьников, студентов, пенсионеров — 1 евро; для детей до 7 лет, инвалидов, членов ICOM (Международный совет музеев) посещение бесплатное.

## История
Клайпедская картинная галерея была учреждена в 1970 году и открыта в 1973 году. Первую экспозицию составляли произведения старого и современного литовского искусства, живописи России и Западной Европы XIX века — начала XX века. В 1978 году была открыта новая экспозиция, знакомящая со старыми живописью и графикой (вильнюсской школы) и первой половины XX века (каунасской школы), а также с изобразительным и прикладным искусством второй половины XX века. С 2005 года носит имя литовского художника-экспрессиониста Пранаса Домшайтиса (1880—1965), произведения которого экспонировались в галерее с 2001 года.

## Экспозиция
В экспозиции Галереи Пранаса Дамшайтиса представлена живопись, скульптура, графика Западной Европы, Литвы, Латвии, России. С 2001 года действует постоянная выставка живописи (около 600 работ) литовского художника-экспрессиониста Пранаса Домшайтиса и культурный центр его имени. В постоянной экспозиции также произведений мариниста Чесловаса Янушаса (1907—1993, США) и Витаутаса Кашубы.